# Routka
La Routka (en russe : Рутка) est une rivière de Russie, qui arrose l'oblast de Kirov et la République des Maris et un affluent de la Volga.

## Géographie
La rivière est longue de 153 km et son bassin versant s'étend sur 1 950 km2. Son débit est de 7,32 m3/s à 51 km de l'embouchure. La Routka prend sa source dans l'oblast de Kirov, elle traverse la dépression de Mari et se jette dans la Volga à la hauteur du réservoir de Tcheboksary.
La Routka est gelée de novembre à avril. Elle est navigable.